# Esqueiros, Nevogilde e Travassós
Esqueiros, Nevogilde e Travassós (oficialmente: União das Freguesias de Esqueiros, Nevogilde e Travassós) é uma freguesia portuguesa do município de Vila Verde, com 5,02 km² de área e 922 habitantes (censo de 2021). A sua densidade populacional é 183,7 hab./km².

## História
Foi constituída em 2013, no âmbito de uma reforma administrativa nacional, pela agregação das antigas freguesias de Esqueiros, Nevogilde e de Travassós.

## Demografia
A população registada nos censos foi:
| Distribuição da População por Grupos Etários | Distribuição da População por Grupos Etários | Distribuição da População por Grupos Etários | Distribuição da População por Grupos Etários | Distribuição da População por Grupos Etários | Distribuição da População por Grupos Etários |
| -------------------------------------------- | -------------------------------------------- | -------------------------------------------- | -------------------------------------------- | -------------------------------------------- | -------------------------------------------- |
| Antes da agregação                           |                                              |                                              |                                              |                                              |                                              |
| Ano                                          | 0-14 anos                                    | 15-24 anos                                   | 25-64 anos                                   | >= 65 anos                                   | Total                                        |
| 2001                                         | 222                                          | 169                                          | 537                                          | 136                                          | 1064                                         |
| 2011                                         | 158                                          | 150                                          | 559                                          | 168                                          | 1035                                         |
| Após a agregação                             |                                              |                                              |                                              |                                              |                                              |
| Ano                                          | 0-14 anos                                    | 15-24 anos                                   | 25-64 anos                                   | >= 65 anos                                   | Total                                        |
| 2021                                         | 111                                          | 100                                          | 501                                          | 210                                          | 922                                          |